# Ty Jerome
Ty Jeremy Jerome (Nueva York, Nueva York, 7 de julio de 1997) es un baloncestista estadounidense que pertenece a la plantilla de los Memphis Grizzlies de la NBA. Con 1,96 metros de estatura, ocupa la posición de base.

## Trayectoria deportiva

### Instituto
Asistió en su época de secundaria al Iona Preparatory School de New Rochelle, donde en su temporada sénior promedió 24,7 puntos, 8,5 rebotes y 5,0 asistencias por partido, hasta que una lesión en la cadera le hizo pasar por quirófano y pone fin a la temporada prematuramente. El 2 de septiembre de 2014 anunció que elegía continuar sus estudios en Virginia.

### Universidad
Jugó tres temporadas con los Cavaliers de la Universidad de Virginia, en las que promedió 9,6 puntos, 3,0 rebotes, 3,7 asistencias y 1,2 robos de balón por partido, En 2018 fue incluido en el tercer mejor quinteto de la Atlantic Coast Conference, mientras que al año siguiente lo sería en el segundo.
Al término de la tercera temporada anunció que se presentaría al Draft de la NBA, renunciando a la temporada que le restaba.

#### Estadísticas
| Año     | Equipo   | PJ  | PT | MPP  | %TC  | %3P  | %TL  | RPP | APP | ROB | TPP | PPP  |
| ------- | -------- | --- | -- | ---- | ---- | ---- | ---- | --- | --- | --- | --- | ---- |
| 2016–17 | Virginia | 34  | 5  | 13.9 | .473 | .397 | .778 | 1.6 | 1.5 | .4  | .1  | 4.3  |
| 2017–18 | Virginia | 34  | 34 | 30.8 | .421 | .379 | .905 | 3.1 | 3.9 | 1.6 | .0  | 10.6 |
| 2018–19 | Virginia | 37  | 37 | 33.9 | .435 | .399 | .736 | 4.2 | 5.5 | 1.5 | .0  | 13.6 |
| Total   | Total    | 105 | 76 | 26.4 | .435 | .392 | .788 | 3.0 | 3.7 | 1.2 | .0  | 9.6  |

### Profesional
Fue elegido en la vigésimo cuarta posición del Draft de la NBA de 2019 por Philadelphia 76ers, pero sus derechos fueron traspasados junto con la elección número 33 a Boston Celtics a cambio de Matisse Thybulle, y posteriormente fue enviado junto a Aron Baynes a Phoenix Suns a cambio de una futura elección en el draft de 2020.
Después de una temporada en Phoenix, el 16 de noviembre de 2020, es traspasado a Oklahoma City Thunder junto a Kelly Oubre, Ricky Rubio, Jalen Lecque y una futura ronda a cambio de Chris Paul y Abdel Nader.
El 30 de septiembre de 2022 es traspasado junto a Derrick Favors, Moe Harkless y Theo Maledon a Houston Rockets, a cambio de David Nwaba, Sterling Brown, Trey Burke y Marquese Chriss, siendo cortado al día siguiente. El 4 de octubre firma un contrato no garantizado con Golden State Warriors.
El 2 de julio de 2023 firma como agente libre con Cleveland Cavaliers.
El 30 de junio de 2025 firma con Memphis Grizzlies por tres temporadas y $28 millones.

## Estadísticas de su carrera en la NBA

### Temporada regular
| Año     | Equipo        | PJ  | PT | MPP  | %TC  | %3P  | %TL  | RPP | APP | ROB | TPP | PPP  |
| ------- | ------------- | --- | -- | ---- | ---- | ---- | ---- | --- | --- | --- | --- | ---- |
| 2019-20 | Phoenix       | 31  | 0  | 10.6 | .336 | .280 | .750 | 1.5 | 1.4 | .5  | .1  | 3.3  |
| 2020-21 | Oklahoma City | 33  | 1  | 23.9 | .446 | .423 | .765 | 2.8 | 3.6 | .6  | .2  | 10.7 |
| 2021-22 | Oklahoma City | 48  | 4  | 16.7 | .378 | .290 | .809 | 1.6 | 2.3 | .6  | .1  | 7.1  |
| 2022-23 | Golden State  | 45  | 2  | 18.1 | .488 | .389 | .927 | 1.7 | 3.0 | .5  | .1  | 6.9  |
| 2023-24 | Cleveland     | 2   | 0  | 7.4  | .500 | .000 | —    | .5  | 1.5 | .0  | .0  | 2.0  |
| Total   | Total         | 159 | 7  | 17.3 | .421 | .352 | .826 | 1.8 | 2.6 | .6  | .1  | 7.0  |